# Пае (Таллінн)
59°26′01″ пн. ш. 24°49′02″ сх. д. / 59.43361° пн. ш. 24.81722° сх. д.

Пае (ест. Pae) — мікрорайон в районі Ласнамяє міста Таллінн. Його населення складає 13 918 чоловік (1 січня 2014). Основними вулицями є Лаагна теє, Пае, Паекааре, Пунане, Смуулі теє. В мікрорайоні курсують автобусні маршрути номер 7, 12, 13, 19, 31, 35, 49, 50, 58, 67, 68.

## Історія

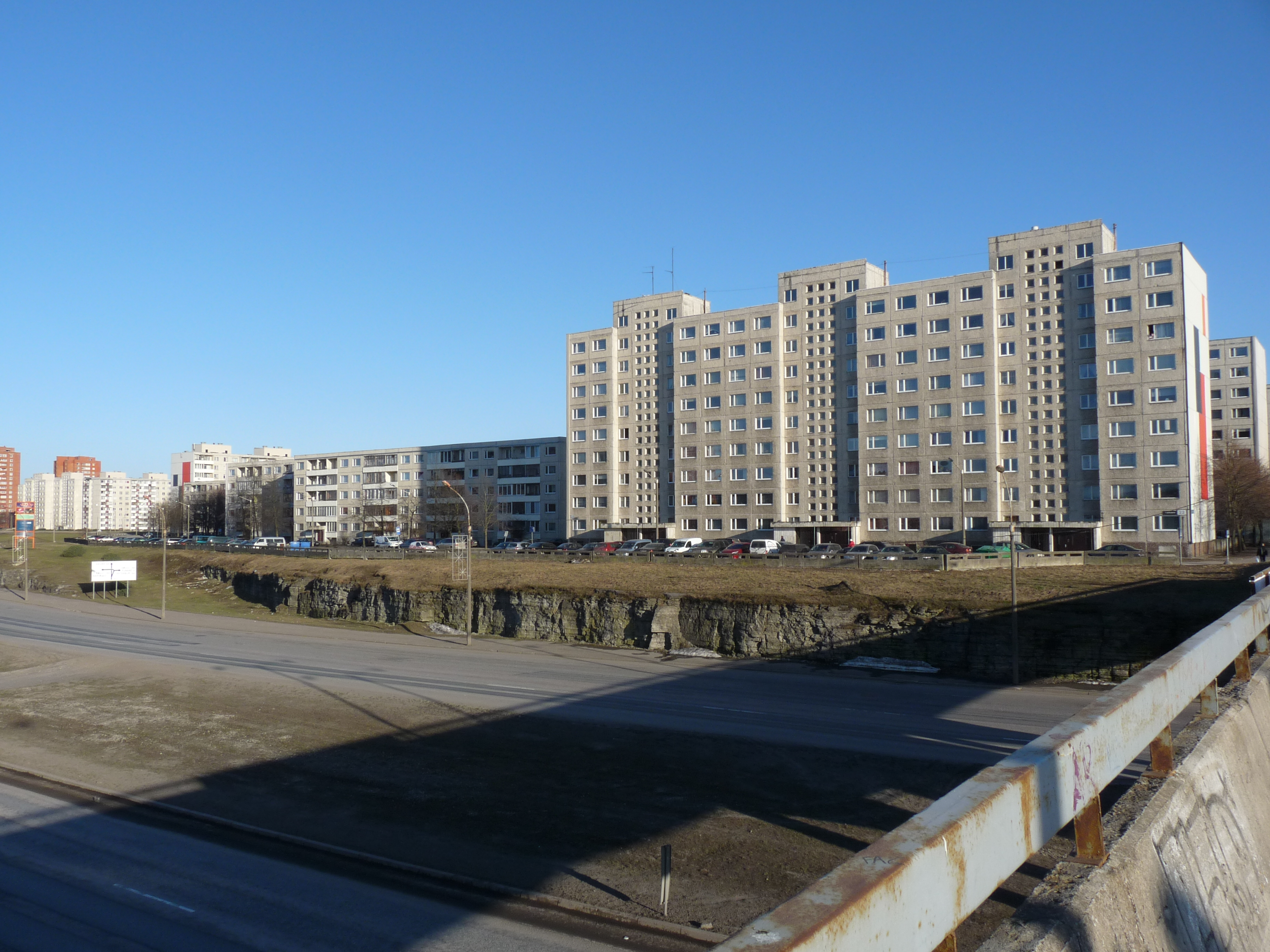
Квартирні будинки на вулиці Паекааре

В середині XX ст. майже вся територія Пае була орендною землею, за рахунок якої планувалось розширення міста. Тут розташовувались невеликі будинки з вапняку, луги та трохи зелених насаджень. Мікрорайон Пае був сформований у 1991 на основі колишнього першого мікрорайону Ласнамяе, спроектованого в 1973 році архітекторами Мартом Портом, Іриною Рауд і Тійу Аргус. Будівництво панельних будинків почалось в 1977 році і перші будинки були побудовані 1978-го. Свою назву мікрорайон отримав на честь своєї головної вулиці — Пае (ест. Pae — вапнякова). Південна межа Пае проходить по вулиці Пунане (ест. Punane — червона), названої на честь південного маяка Таллінна, прозваного в народі «Червоним маяком».

## Населення
За даними самоуправління Таллінна, на 1 січня 2014 року населення Пае становило 13 918 мешканців. Чоловіків серед них 44%. Естонці становлять 22% жителів мікрорайону.
| 2008   | 2010     | 2011     | 2012     | 2014     |
| ------ | -------- | -------- | -------- | -------- |
| 14 043 | ↗ 14 058 | ↘ 14 002 | ↘ 13 771 | ↗ 13 918 |